# Sans peur ni reproche
Pour plus de détails, voir Fiche technique et Distribution.
Sans peur ni reproche (en russe : Без страха и упрёка, Bez strakha i uprioka) est un film soviétique réalisé par Alexandre Mitta, sorti en 1963,.

## Fiche technique
- Titre français : Sans peur ni reproche[3]
- Titre original : Без страха и упрёка, Bez strakha i uprioka
- Réalisation : Alexandre Mitta
- Scénario : Semion Lounguine, Ilia Noussinov
- Photographie : German Chatrov
- Musique :  Nikita Bogoslovski
- Décors : Vitali Gladnikov
- Montage : Esfir Tobak
- Décors : Vitali Gladnikov
- Son : Veniamin Kirschenbaum
- Format : 1.37 : 1 - 35 mm - Mono - couleur
- Production : Mosfilm
- Pays : URSS
- Genre : drame, film d'aventure
- Durée : 85 min
- Sortie : 26 avril 1963

## Distribution
- Nikolaï Bourliaïev : Youra Sorokine
- Alla Vitrouk : Tocha
- Viktor Glazkov : Vadim
- Saveli Kramarov : Svetik Savelov
- Nikolaï Volkov : père de Tocha
- Lioudmila Martchenko : Lena, la sœur de Tocha
- Lev Zolotoukhine : père de Vadik et Kolya
- Marianna Strijenova : mère de Vadik et Kolya
- Emmanouïl Gueller : marionnettiste
- Lydia Koroljova : vendeur de glaces au cirque
- Elena Maksimova : cantonnière
- Nikolaï Parfionov : capitaine de police
- Iouri Nikouline : caméo